# Élections fédérales suisses de 1884
Les élections fédérales suisses de 1884 se sont déroulées le 26 octobre 1884. Ces élections permettent d'élire au système majoritaire les 145 députés répartis sur 49 arrondissements électoraux eux-mêmes répartis sur les 22 cantons, siégeant au Conseil national (chambre basse), pour une mandature de trois ans.
Le corps électoral composé de citoyens ayant droit de cité élit désormais directement les membres du Conseil des États dans les cantons d'Appenzell Rhodes-Extérieures, de Nidwald et d'Obwald (à travers la Landsgemeinde), et à l'urne dans les cantons des Grisons, de Soleure, de Thurgovie, de Zoug et de Zurich. Dans les 14 autres cantons, les élections au Conseil des États sont quant à elles toujours non régulées et certains cantons ont renouvelé leurs Sénateurs parfois plusieurs fois sur les trois années écoulées. Dans ces 14 autres cantons, les Conseillers aux États continuent d'être élus, nommés ou désignés par les Grands Conseils, et ce à des dates variables.
Lors des élections précédentes, les Radicaux avaient gagné la majorité absolue au Parlement. Toutefois, les Conservateurs catholiques de l'Union conservatrice utilisèrent de 1881 à 1884 à sept reprises le référendum nouvellement créé, référendums qu'ils gagnèrent à sept reprises notamment en passant d'une politique passive de réaction à une politique active de proposition. Dans le camp conservateur émergent alors deux tendances: les catholiques modérés, notamment à Lucerne avec Josef Zemp, cherchant un rapprochement avec les Radicaux, alors que les conservateurs réformés se radicalisent, en particulier dans le canton de Berne, avec la création notamment du conservateur Parti populaire bernois par Ulrich Dürrenmatt. Ce dernier lança 26 candidatures dans le canton de Berne face aux 26 sortants Radicaux. Toutefois, l'élan gagné par les conservateurs catholiques grâce aux différents référendums remportés retomba avant les élections pour les conservateurs réformés à Berne qui se retrouvèrent sans un seul siège. Les conservateurs catholiques, qui certes étaient en fraction officiellement fondée en 1882, n'avaient toujours aucune réelle organisation à l'échelle nationale ce qui explique des sièges grappillés çà et là. Enfin, Libéraux Modérés manquaient d'un leader incontesté depuis la mort d'Alfred Escher, ce qui s'est reflété dans des résultats électoraux décevants.
Pour ces élections depuis 1848, les Radicaux (centre-gauche) remportent pour la treizième fois consécutivement le scrutin fédéral avec 74 sièges (-1) et 42,0 % des voix (+2,2 %). Ce sont à nouveau les grands vainqueurs de ces élections en remportant tant le vote populaire que le nombre de sièges conservant la majorité absolue gagnée en 1881. Avec 37 sièges (+2), l'Union conservatrice (droite catholique) obtient 25,7 % des voix (+1,1). Les grands perdants sont les Libéraux Modérés qui perdent 4 sièges (18 au total) et -3,6 % des voix. (16,8 % au total). Mais c'est le Parti démocratique qui engrange la plus forte augmentation avec 15 sièges (+5) et en devenant la première force politique dans le Canton de Zurich.
Ces élections ont débouché sur la 13e Législature qui s'est réunie pour la première fois le 1er décembre 1884.
Sur les 640 262 hommes âgés de 20 et plus et ayant droit de cité, 404 028 d'entre eux prirent part à ce scrutin, ce qui représente un taux de participation de 63,1% (+1 %).
Le taux de participation le plus élevé est dans le canton de Schaffhouse où le vote obligatoire fait déplacer 95,9 % du corps électoral (+0,7 %). À l'inverse, dans le canton de Neuchâtel seulement 25,1 % du corps électoral prend part au vote.

## Législature 1884 -1887
Les liens (et couleurs) renvoient sur les partis héritiers actuels de ces formations politiques d'antan. Certaines formations sont passées de gauche au centre-droit (GR, CL ⇒ PLR), d'autres de la droite au centre-droit (UC ⇒ PDC) ou  centre-gauche (DÉ ⇒ PEV). La Gauche Démocratique est restée à gauche aujourd'hui à travers les mouvements socialistes.
|  | Formations («Partis») | Sigles | Tendances politiques                           | Sièges au CN | Sièges au CE |
|  | --------------------- | ------ | ---------------------------------------------- | ------------ | ------------ |
|  | Gauche Radicale       | GR     | Radicaux, Radicaux-démocrates, Gauche          | 74           | 17           |
|  | Union conservatrice   | UC     | Conservateurs catholiques, Droite              | 37           | 18           |
|  | Centre Libéral        | CL     | Libéraux, Modérés, Libéraux-démocrates, Centre | 18           | 4            |
|  | Parti démocratique    | DEM    | Démocrates, Gauche                             | 15           | 3            |
|  | Droite Évangélique    | DE     | Conservateurs réformés, Droite                 | 1            | 1            |
|  | Divers                | Ind    | Divers                                         | -            | 1            |

## Résultats au Conseil national dans les cantons
| Canton             | Total | DEM     | GR      | CL      | DE     | UC      |
| ------------------ | ----- | ------- | ------- | ------- | ------ | ------- |
| Zurich             | 16    | 10 (+2) | -       | 6 (-2)  | -      | -       |
| Berne              | 27    | -       | 27 (+2) | 0 (-1)  | 0 (-1) | -       |
| Lucerne            | 7     | -       | 2       | -       | -      | 5       |
| Uri                | 1     | -       | -       | -       | -      | 1       |
| Schwytz            | 3     | -       | -       | -       | -      | 3       |
| Nidwald            | 1     | -       | -       | -       | -      | 1       |
| Obwald             | 1     | -       | -       | -       | -      | 1       |
| Glaris             | 2     | 1 (+1)  | 0 (-1)  | 1       | -      | -       |
| Zoug               | 1     | -       | -       | -       | -      | 1       |
| Fribourg           | 6     | -       | 0 (-2)  | -       | -      | 6 (+2)  |
| Soleure            | 4     | -       | 4       | -       | -      | -       |
| Bâle Campagne      | 3     | -       | 3       | -       | -      | -       |
| Bâle-Ville         | 3     | -       | 2       | 1       | -      | -       |
| Schaffhouse        | 2     | 1 (+1)  | 1 (-1)  | -       | -      | -       |
| Rhodes-Extérieures | 3     | -       | 1       | 2       | -      | -       |
| Rhodes-Intérieures | 1     | -       | -       | 1       | -      | -       |
| Saint Gall         | 10    | 3 (+2)  | 1 (+1)  | 0 (-4)  | 1      | 5 (+1)  |
| Grisons            | 5     | -       | 2       | 1 (+1)  | 0 (-1) | 2       |
| Argovie            | 10    | -       | 5       | 3 (+1)  | -      | 2 (-1)  |
| Thurgovie          | 5     | 0 (-1)  | 4 (+1)  | 1       | -      | -       |
| Tessin             | 7     | -       | 2       | -       | -      | 5       |
| Vaud               | 12    | -       | 12      | -       | -      | -       |
| Valais             | 5     | -       | -       | -       | -      | 5       |
| Neuchâtel          | 5     | -       | 5       | -       | -      | -       |
| Genève             | 5     | -       | 3 (-1)  | 2 (+1)  | -      | -       |
|                    | 145   | 15 (+5) | 74 (-1) | 18 (-4) | 1 (-2) | 37 (+2) |